# Курасікі
Курасікі (яп. 倉敷市) — місто в Японії, у префектурі Окаяма.

## Міста-побратими
- Санкт-Пельтен, Австрія (1957)
- Канзас-Сіті, США (1972)
- Крайстчерч, Нова Зеландія (1973)
- Чженьцзян, КНР (1997)